# María Ana de Borbón-Condé

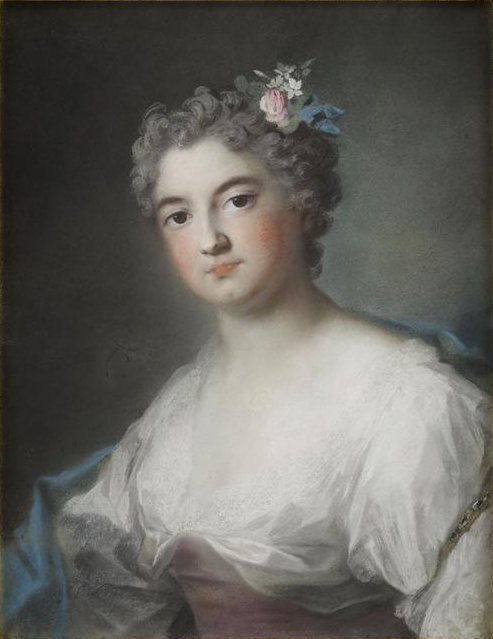
María Ana de Borbón-Condé por Rosalba Carriera.

María Ana de Borbón-Condé (Condé, Francia, 16 de octubre de 1697 - París, Francia, 11 de agosto de 1741), fue una de las hijas de Luis III de Borbón-Condé y de su esposa Luisa Francisca de Borbón, hija mayor sobreviviente y legitimada del rey Luis XIV de Francia y de su amante Madame de Montespan.

## Primeros años
María Ana fue la cuarta hija y el quinto hijo de Luis III de Borbón-Condé y de su esposa Luisa Francisca de Borbón. Su padre era nieto del Le Grand Condé y su madre era hija legitimada del rey Luis XIV y de Madame de Montespan. Comparte su nombre con su hermana mayor, María Ana Gabriela, que sufría retraso mental y por lo tanto se la ocultaba de la corte. Nació en el Hotel de Condé en París y fue bautizada allí el 29 de agosto de 1700. Se decía que María Ana era en realidad el fruto de una aventura de su madre con el príncipe Francisco Luis de Borbón-Conti. Su madre, quién tenía una naturaleza amorosa, había estado teniendo un romance con el príncipe en el tiempo previo de su nacimiento, además de que María Ana mostraba gran parecido físico con el príncipe de Conti. La esposa de Francisco, María Teresa de Borbón-Condé, era la hermana del marido de la madre de María Ana. 
Se convirtió en dama de honor de su prima, la duquesa María Luisa Isabel de Orleans (1695-1719), quién había contraído matrimonio con Carlos, Duque de Berry en 1710. Tras la muerte de su marido, su prima María Luisa llevó una vida de libertinaje extremo, y sus numerosos amantes y embarazos, le consiguieron una reputación similar a la de Mesalina. Estos escándalos, hicieron que María Ana renunciará a su cargo.

## Matrimonio
María Ana se casó en secreto con su amante, Luis II de Melun, duque de Joyeuse, en 1719. Su marido, Luis, era hijo de Luis I de Melun y de Isabel Teresa de Lorena, princesa de Lorena. Luis también era un tatara nieto de Gabrielle de Estrées, por lo tanto era descendiente del rey Enrique IV de Francia. En 1724, durante una partida de caza en el hogar ancestral de María Ana, el Palacio de Chantilly, Luis fue herido por un siervo, y murió. Naturalmente angustiada, María Ana nunca se casó de nuevo ni tuvo hijos.

## Últimos años y muerte
En 1725, fue puesta a cargo de la corte de la nueva reina, María Leszczynska. Logró obtener este puesto gracias a su hermano Luis Enrique, que había ayudado a asegurar el matrimonio de María Leszczynska con Luis XV. María Ana murió el 11 de agosto de 1741 a los 43 años de edad. A su muerte, se corrió el rumor de que había dado a luz poco antes de morir, ya que murió a causa de inflamación de los intestinos. 
Aun después de su muerte también persistían dudas acerca de su verdadera paternidad y se sostenía que no podía ser hija de Luis III de Borbón-Condé. De hecho, en el momento de su concepción, su madre era amante de Francisco Luis, príncipe de Conti y según algunos, María Ana podría ser el fruto del amor de su madre y el príncipe de Conti.